# 一硒化二镓
一硒化二镓是一种无机化合物，化学式为Ga2Se，它是镓的硒化物之一。它可在镓和硒的包晶反应生成。它是立方晶系晶体，a=8.918 Å，Z=10。它是一种半导体，具有层状结构。

## 拓展阅读
- G. A. Gamal, A. T. Nagat, M. M. Nassary, A. M. Abou-Alwafa. . Crystal Research and Technology. 1996, 31 (3): 359–364  [2021-11-24]. doi:10.1002/crat.2170310315. （原始内容存档于2021-11-24） （英语）.